# ريتشارد دوس راموس
ريتشارد دوس راموس هو فارس كندي، ولد في 10 سبتمبر 1962 في بورت أوف سبين في ترينيداد وتوباغو.